# パナード・スタジアム
パナード・スタジアム (英:Pana-ad Stadium) はフィリピン・バコロドに位置するサッカー競技場。